# 敖式金
敖式金，四川荣昌（今重庆荣昌）人，清朝政治人物。
敖式金曾于1873年接替张振陛任宝山县知县一职，1874年由冯寿镜接任。